# Meryl Streep
Mary Louise "Meryl" Streep, född 22 juni 1949 i Summit, New Jersey, är en amerikansk skådespelare.
Hon är allmänt känd som en av samtidens mest begåvade skådespelare. Sedan sin långfilmsdebut 1977 har hon porträtterat en rad karaktärer, både fiktiva och verklighetsbaserade. Hon är berömd för att behärska dialekter samt sin breda repertoar, vilken inkluderar både komiska och dramatiska roller. Streep är inte bara en av Hollywoods mest välbetalda skådespelerskor utan även en av de mest prisbelönta. Hon innehar rekordet för flest Oscarsnomineringar (i skådespelarkategorin) – 21 gånger, varav tre vinster för Kramer mot Kramer,  Sophies val och Järnladyn. Hon har även fått motta prestigefulla priser såsom två Emmy Awards och nominerats för Golden Globe Award 28 gånger, varav åtta vinster.
Streep har varit verksam såväl inom teater och TV som inom film. Tidigt i sin karriär medverkade hon i TV-serien Förintelsen, och 2003 gjorde hon en hyllad rollprestation i serien Angels in America. Senare har hon medverkat i flera kassasuccéer såsom Djävulen bär Prada, Mamma Mia!, Julie & Julia och Järnladyn (2011) vilka har gjort henne till ett välkänt ansikte för den breda allmänheten. Andra tidigare uppmärksammade filmer är Deer Hunter (1978), Mitt Afrika (1985), Andarnas hus (1993) och Broarna i Madison County (1995).

## Biografi
Meryl Streep är dotter till Mary Wolf Streep (född Wilkinson) och Harry William Streep, Jr. Hennes far var av tysk och schweizisk-tysk härkomst, och hennes mor hade engelska, irländska och tyska anor.

### Karriär
Efter en treårig utbildning vid Yale School of Drama flyttade Meryl Streep till New York 1975. Hon fick roller från diverse teatrar i staden och goda recensioner. Det tog inte lång tid förrän hon nominerats till en Tony Award för sin rollprestation i Tennesse Williams "27 Wagons Full of Cotton". Uppmärksamheten som följde ledde till att Streep blev erbjuden en liten roll i Fred Zinnemanns film Julia med motspelare som Jane Fonda och Vanessa Redgrave.
Rollen innebar inget genombrott för Streep som filmskådespelare, då det mesta av hennes scener aldrig togs med i den färdigklippta filmversionen. Istället fortsatte Streep sin teaterkarriär i New York, bland annat vid utomhusteatern Delacorte Theater i Central Park. Hennes genombrott i USA skulle istället bli i TV-serien "Förintelsen" från 1978 och rollen hon spelade gav henne en Emmy för bästa skådespelerska. Samma år fick hon rollen i en av 70-talet mest kontroversiella filmer - The Deer Hunter, en skildring av hur Vietnamkriget påverkade en småstad i USA. För sitt porträtt av hemmafrun Linda hedrades Streep med sin första Oscarnominering.
Åren som följde innebar flera projekt både inom teater och film för Streep. 1979 fick hon spela Woody Allens exfru i klassikern Manhattan, samtidigt som hon fortsatte att framträda på teaterscenen i New York. Samma år fick hon rollen som hemmafrun Joanna i Kramer mot Kramer, som lämnar sin familj för att finna sin egen lycka. Rollen var endast en liten sådan, men Streep blev hyllad för sin prestation och vann en Oscar för bästa biroll.

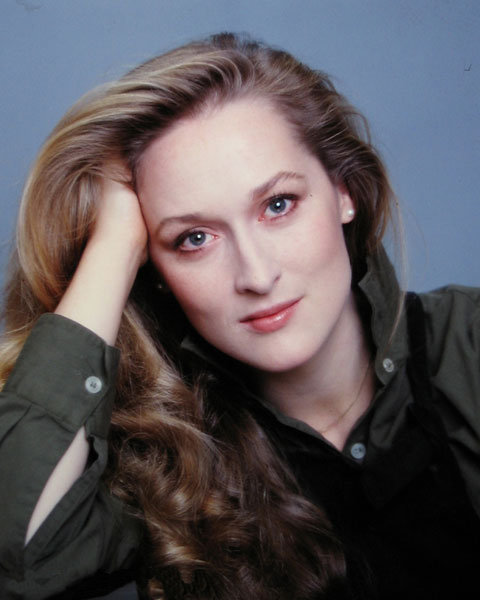
Meryl Streep 1977, i början av karriären.

1981 fick Streep sin första filmroll i vilken hon fick visa sin talang för att härma dialekter. I Den franske löjtnantens kvinna spelar hon Sarah Woodruff; en kvinna som stötts ut ur det viktorianska samhället på grund av ett rykte om att hon haft en affär med en fransk löjtnant. Ytterligare en Oscarnominering följde och den brittiska filmakademin valde att hedra Streep med sitt finaste pris, en BAFTA.
Året därpå blev Streep erbjuden rollen som Sophie Zawistowska i filmatiseringen av boken Sophies val. Rollen förutsatte att Streep skulle tala både tyska och polska flytande, vilket hon lärde sig inför filminspelningen. Tolkningen av Sophie, förintelseöverlevaren som tvingades välja ett av sina två barn, anses av många vara Streeps starkaste rollprestation och en av de främsta rolltolkningarna genom filmhistorien.
Streeps första icke-fiktiva karaktär på filmduken blev Karen Silkwood, i filmen Silkwood (1983), regisserad av Mike Nichols. Nora Ephron stod för manus och detta skulle bli det första av flera tillfällen då Meryl samarbetade med både Nichols och Ephron. Mot Streep spelade Cher och båda fick varsin Oscarnominering för sina rolltolkningar.
Under de närmaste åren präglades Streeps karriär av mindre framgångar, däribland filmer som Falling in Love (1984) och Till varje pris (1985). Båda filmer var misslyckanden ekonomiskt och Streep fick inga positiva recensioner. Dock följdes motgångarna av en film som kom att bli en av 80-talets stora klassiker - Mitt Afrika (1985). Streep spelade återigen en verklighetsbaserad karaktär, nämligen den danska författaren Karen Blixen, under hennes tidigare år då hon levde i Afrika. Filmen blev en stor framgång och vann hela 7 Oscar, bland annat för bästa film. Streep blev också nominerad för bästa kvinnliga huvudroll.
1986 återgick Streep till att samarbeta med regissören Mike Nichols och manusförfattaren Nora Ephron i komedin I lust och nöd (1986). Baserad på Ephrons självbiografiska bok med samma titel skildrar den historien om hennes äktenskap med Washington Post-journalisten och Watergate-avslöjaren Carl Bernstein.

### Privatliv
Meryl Streep är sedan 1978 gift med skulptören Don Gummer. Tillsammans har de fyra barn, Henry, Mamie, Grace och Louisa, varav de två mellersta är skådespelare. År 2023 rapporterade media att Streep och Gummer hade varit separerade i sex år.
Streep är bosatt i delstaten Connecticut samt i staden New York.
Under tre år och fram till hans död i lungcancer 1978 levde Streep tillsammans med sin motspelare från Deer Hunter, John Cazale.
Hon har många gånger uttalat sitt stöd för demokraterna. Politiskt sett har Streep varit aktiv, bland annat som förespråkare för kvinnors rättigheter. Hon har uttryckt sitt stöd för byggandet av en "nationellt kvinnohistoriskt museum" i Washington D.C. År 2014, under ett hyllningstal till sin kollega och vän Emma Thompson, kritiserade Streep filmskaparen Walt Disney för att ha varit en "trångsynt sexist" samt att han visat sitt stöd för antisemitism inom filmindustrin.

## Filmografi (i urval)
| År   | Filmtitel                                                          | Roll                        | Noter |
| ---- | ------------------------------------------------------------------ | --------------------------- | --- |
| 1977 | Julia                                                              | Anne Marie                  | |
| 1978 | Deer Hunter                                                        | Linda                       | American Movie Award for Best Supporting Actress National Society of Film Critics Award for Best Supporting Actress Nomnerad - Oscar för Bästa kvinnliga biroll Nominerad - BAFTA Award for Best Actress in a Leading Role Nominerad - Golden Globe Award for Best Supporting Actress - Motion Picture Nominerad - New York Film Critics Circle Award for Best Supporting Actress |
| 1979 | Manhattan                                                          | Jill                        | National Board of Review Award for Best Supporting Actress Nominerad - BAFTA Award for Best Actress in a Supporting Role |
| 1979 | The Seduction of Joe Tynan                                         | Karen Traynor               | National Board of Review Award for Best Supporting Actress |
| 1979 | Kramer mot Kramer                                                  | Joanna Kramer               | Oscar för Bästa kvinnliga biroll Golden Globe Award for Best Supporting Actress - Motion Picture National Board of Review Award for Best Supporting Actress Kansas City Film Critics Circle Award for Best Supporting Actress Los Angeles Film Critics Association Award for Best Supporting Actress (även för Manhattan och The Seduction of Joe Tynan) National Society of Film Critics Award for Best Supporting Actress (även för Manhattan och The Seduction of Joe Tynan) New York Film Critics Circle Award for Best Supporting Actress (även för "The Seduction of Joe Tynan") Nominerad - BAFTA Award for Best Actress in a Leading Role |
| 1981 | Den franske löjtnantens kvinna                                     | Sarah/Anna                  | Golden Globe Award för bästa kvinnliga huvudroll - drama Los Angeles Film Critics Association Award for Best Actress Nominerad - Oscar för Bästa kvinnliga huvudroll Nominerad - BAFTA Award for Best Actress in a Leading Role |
| 1982 | Tyst som natten                                                    | Brooke Reynolds             | |
| 1982 | Sophies val                                                        | Sophie Zawistowski          | Oscar för Bästa kvinnliga huvudroll Golden Globe Award för bästa kvinnliga huvudroll - drama National Board of Review Award for Best Actress Boston Society of Film Critics Award for Best Actress Kansas City Film Critics Circle Award for Best Actress Los Angeles Film Critics Association Award for Best Actress National Society of Film Critics Award for Best Actress New York Film Critics Circle Award for Best Actress Nominerad - BAFTA Award for Best Actress in a Leading Role |
| 1983 | Silkwood                                                           | Karen Silkwood              | Kansas City Film Critics Circle Award for Best Actress Nominerad - Oscar för Bästa kvinnliga huvudroll Nominerad - BAFTA Award for Best Actress in a Leading Role Nominerad - Golden Globe Award för bästa kvinnliga huvudroll - drama |
| 1984 | Falling in Love                                                    | Molly Gilmore               | David di Donatello for Best Foreign Actress (Migliore Attrice Straniera) |
| 1985 | Till varje pris                                                    | Susan Traherne              | |
| 1985 | Mitt Afrika                                                        | Karen Blixen                | David di Donatello for Best Foreign Actress (Migliore Attrice Straniera) Kansas City Film Critics Circle Award for Best Actress Los Angeles Film Critics Association Award for Best Actress Nominerad - Oscar för Bästa kvinnliga huvudroll Nominerad - BAFTA Award for Best Actress in a Leading Role Nominerad - Golden Globe Award för bästa kvinnliga huvudroll - drama Nominerad - New York Film Critics Circle Award for Best Actress |
| 1986 | I lust och nöd                                                     | Rachel Samstat              | Valladolid International Film Festival Award for Best Actress |
| 1987 | Järngräs                                                           | Helen Archer                | Nominerad - Oscar för Bästa kvinnliga huvudroll |
| 1988 | Ett skrik i mörkret                                                | Lindy Chamberlain-Creighton | Best Actress in a Leading Role New York Film Critics Circle Award for Best Actress Bästa kvinnliga skådespelare vid filmfestivalen i Cannes Nominerad - Oscar för Bästa kvinnliga huvudroll Nominerad - Golden Globe Award för bästa kvinnliga huvudroll - drama Nominerad - Chicago Film Critics Association Award for Best Actress |
| 1989 | En hon-djävuls liv och lustar                                      | Mary Fisher                 | AACTA Award for Best Actress in a Leading Role Nominerad - Golden Globe Award for Best Actress - Motion Picture Musical or Comedy |
| 1990 | Vykort från drömfabriken                                           | Suzanne Vale                | American Comedy Award Funniest Actress in a Motion Picture (Leading Role) Nominerad - Oscar för Bästa kvinnliga huvudroll Nominerad - Golden Globe Award for Best Actress - Motion Picture Musical or Comedy Nominerad - Chicago Film Critics Association Award for Best Actress |
| 1991 | Himlen tur eller retur?                                            | Julia                       | Nominerad - Saturn Award for Best Actress |
| 1991 | Age 7 in America                                                   | Berättaren                  | |
| 1992 | Döden klär henne                                                   | Madeline Ashton             | Nominerad - Golden Globe Award for Best Actress - Motion Picture Musical or Comedy Nominerad - Saturn Award for Best Actress Nominerad - American Comedy Award Funniest Actress in a Motion Picture (Leading Role) |
| 1993 | Andarnas hus                                                       | Clara del Valle Trueba      | |
| 1994 | The River Wild                                                     | Gail Hartman                | Nominerad - Golden Globe Award för bästa kvinnliga huvudroll - drama Nominerad - Screen Actors Guild Award for Outstanding Performance by a Female Actor in a Leading Role Nominerad - Chicago Film Critics Association Award for Best Actress |
| 1995 | Broarna i Madison County                                           | Francesca Johnson           | Nominerad - Oscar för Bästa kvinnliga huvudroll Nominerad - Golden Globe Award för bästa kvinnliga huvudroll - drama Nominerad - Screen Actors Guild Award for Outstanding Performance by a Female Actor in a Leading Role Nominerad - Chicago Film Critics Association Award for Best Actress Nominerad - National Society of Film Critics Award for Best Actress |
| 1996 | Before and After                                                   | Dr. Carolyn Ryan            | |
| 1996 | Marvins döttrar                                                    | Lee                         | Nominerad - Golden Globe Award för bästa kvinnliga huvudroll - drama Nominerad - Screen Actors Guild Award for Outstanding Performance by a Cast in a Motion Picture |
| 1998 | Augustidansen                                                      | Kate 'Kit' Mundy            | |
| 1998 | One True Thing                                                     | Kate Gulden                 | Nominerad - Oscar för Bästa kvinnliga huvudroll Nominerad - Golden Globe Award för bästa kvinnliga huvudroll - drama Nominerad - Satellite Award for Best Actress – Motion Picture Nominerad - Screen Actors Guild Award for Outstanding Performance by a Female Actor in a Leading Role |
| 1999 | Music of the Heart                                                 | Roberta Guaspari            | Gotham Lifetime Achievement Award Nominerad - Oscar för Bästa kvinnliga huvudroll Nominerad - Golden Globe Award för bästa kvinnliga huvudroll - drama Nominerad - Screen Actors Guild Award for Outstanding Performance by a Female Actor in a Leading Role |
| 2001 | A.I. – Artificiell Intelligens                                     | Blue Fairy (röstroll)       | |
| 2002 | Adaptation.                                                        | Susan Orlean                | Golden Globe Award for Best Supporting Actress - Motion Picture Florida Film Critics Circle Award for Best Supporting Actress Southeastern Film Critics Association Award for Best Supporting Actress Utah Film Critics Association Award for Best Supporting Actress Nominerad - Oscar för Bästa kvinnliga biroll Nominerad - BAFTA Award for Best Actress in a Leading Role Nominerad - Satellite Award for Best Supporting Actress – Motion Picture Nominerad - Screen Actors Guild Award for Outstanding Performance by a Cast in a Motion Picture Nominerad - Chicago Film Critics Association Award for Best Supporting Actress Nominerad - Critics' Choice Movie Award for Best Supporting Actress Nominerad - Dallas-Fort Worth Film Critics Association Award for Best Supporting Actress Nominerad - London Critics' Circle Film Award for Actress of the Year Nominerad - Online Film Critics Society Award for Best Supporting Actress Nominerad - Phoenix Film Critics Society Award for Best Supporting Actress Nominerad - Phoenix Film Critics Society Award for Best Acting Ensemble Nominerad - Vancouver Film Critics Circle Award for Best Supporting Actress |
| 2002 | Timmarna                                                           | Clarissa Vaughan            | Italian Online Movie Award for Best Cast Silverbjörnen för bästa kvinnliga huvudroll Outfest Award for Best Performance by an Actress in a Leading Role Nominerad - BAFTA Award for Best Actress in a Leading Role Nominerad - Golden Globe Award för bästa kvinnliga huvudroll - drama Nominerad - Satellite Award for Best Actress – Motion Picture Nominerad - Screen Actors Guild Award for Outstanding Performance by a Cast in a Motion Picture Nominerad - Las Vegas Film Critics Society Award for Best Supporting Actress Nominerad - Phoenix Film Critics Society Award for Best Acting Ensemble Nominerad - Vancouver Film Critics Circle Award for Best Actress |
| 2003 | Fäst vid dig                                                       | Sig själv                   | Okrediterad cameoroll |
| 2004 | The Manchurian Candidate                                           | Eleanor Shaw                | Nominerad - BAFTA Award for Best Actress in a Leading Role Nominerad - Golden Globe Award for Best Supporting Actress - Motion Picture Nominerad - Saturn Award for Best Supporting Actress Nominerad - Dallas-Fort Worth Film Critics Association Award for Best Supporting Actress |
| 2004 | Lemony Snickets berättelse om syskonen Baudelaires olycksaliga liv | Aunt Josephine              | |
| 2005 | Nära & kära                                                        | Lisa Metzger                | |
| 2006 | A Prairie Home Companion                                           | Yolanda Johnson             | Nominerad - Alliance of Women Film Journalists Award for Best Ensemble Cast Nominerad - Alliance of Women Film Journalists Award for Actress Defying Age and Ageism Nominerad - Gotham Award for Best Ensemble Cast |
| 2006 | The Music of Regret                                                | Damen                       | Kortfilm |
| 2006 | Djävulen bär Prada                                                 | Miranda Priestly            | Golden Globe Award for Best Actress - Motion Picture Musical or Comedy Satellite Award for Best Actress in a Motion Picture - Comedy or Musical Alliance of Women Film Journalists Award for Best Actress in a Comedic Performance Rembrandt Award for Best Foreign Actress Italian Online Movie Award for Best Supporting Actress London Critics' Circle Film Award for Actress of the Year National Society of Film Critics Award for Best Supporting Actress North Texas Film Critics Association Award for Best Actress Women Film Critics Circle Award for Best Comedic Performance Nominerad - Oscar för Bästa kvinnliga huvudroll Nominerad - BAFTA Award for Best Actress in a Leading Role Nominerad - Screen Actors Guild Award for Outstanding Performance by a Female Actor in a Leading Role Nominerad - Gransito Movie Award for Best Actress Nominerad - Gransito Movie Award for Best on-screen duo Nominerad - International Online Film Critics' Poll Award for Best Actress of the Decade Nominerad - Boston Society of Film Critics Award for Best Supporting Actress Nominerad - Chicago Film Critics Association Award for Best Actress Nominerad - Critics' Choice Movie Award for Best Actress Nominerad - Dallas-Fort Worth Film Critics Association Award for Best Actress Nominerad - Dublin Film Critics Circle Award for Best Supporting Actress Nominerad - New York Film Critics Circle Award for Best Actress Nominerad - Online Film Critics Society Award for Best Actress Nominerad - St. Louis Gateway Film Critics Association Award for Best Supporting Actress Nominerad - Vancouver Film Critics Circle Award for Best Supporting Actress Nominerad - Teen Choice Award for Choice Chemistry Nominerad - Teen Choice Award for Choice Sleazebag |
| 2006 | Myrmobbaren                                                        | Drottningen (röstroll)      | |
| 2007 | Dark Matter                                                        | Joanna Silver               | |
| 2007 | Evening                                                            | Lila Wittenborn Ross        | |
| 2007 | Utlämnad                                                           | Corrine Whitman             | |
| 2007 | Lejon och lamm                                                     | Janine Roth                 | Nominerad - Gransito Movie Award for Best Actress |
| 2008 | Mamma Mia!                                                         | Donna Sheridan              | Irish Film and Television Award for Best International Actress - People's Choice Rembrandt Award for Best Foreign Actress Women Film Critics Circle Lifetime Achievement Award Women Film Critics Circle Award for Best Comedic Actress National Movie Award for Best Female Performance Nominerad - Golden Globe Award for Best Actress - Motion Picture Musical or Comedy Nominerad - Satellite Award for Best Actress – Motion Picture Nominerad - Alliance of Women Film Journalists Award for Actress Defying Age and Ageism Nominerad - Alliance of Women Film Journalists Award for Women’s Image Award Nominerad - Alliance of Women Film Journalists Lifetime Achievement Award |
| 2008 | Tvivel                                                             | Syster Aloysius Beauvier    | Screen Actors Guild Award for Outstanding Performance by a Female Actor in a Leading Role Gransito Movie Award for Best Actress National Board of Review Award for Best Ensemble Cast Critics' Choice Movie Award for Best Supporting Actress Houston Film Critics Society Award for Best Cast Iowa Film Critics Award for Best Actress Kansas City Film Critics Circle Award for Best Actress North Texas Film Critics Association Award for Best Actress Phoenix Film Critics Society Award for Best Actress Washington DC Area Film Critics Association Award for Best Actress Washington DC Area Film Critics Association Award for Best Cast Nominerad - Oscar för Bästa kvinnliga huvudroll Nominerad - BAFTA Award for Best Actress in a Leading Role Nominerad - Golden Globe Award för bästa kvinnliga huvudroll - drama Nominerad - Screen Actors Guild Award for Outstanding Performance by a Cast in a Motion Picture Nominerad - Alliance of Women Film Journalists Award for Best Actress Nominerad - International Online Film Critics' Poll Award for Best Actress Nominerad - International Online Film Critics' Poll Award for Best Ensemble Cast Nominerad - Chicago Film Critics Association Award for Best Actress Nominerad - Critics' Choice Movie Award for Best Acting Ensemble Nominerad - Dallas-Fort Worth Film Critics Association Award for Best Actress Nominerad - Detroit Film Critics Society Award for Best Actress Nominerad - Dublin Film Critics Circle Award for Best Actress Nominerad - Houston Film Critics Society Award for Best Actress Nominerad - London Critics' Circle Film Award for Actress of the Year Nominerad - Online Film Critics Society Award for Best Actress Nominerad - Toronto Film Critics Association Award for Best Actress Nominerad - Vancouver Film Critics Circle Award for Best Actress Nominerad - MTV Movie Award for Best Villain |
| 2009 | Julie & Julia                                                      | Julia Child                 | Golden Globe Award for Best Actress - Motion Picture Musical or Comedy Satellite Award for Best Actress in a Motion Picture - Comedy or Musical Alliance of Women Film Journalists Award for Actress Defying Age and Ageism (även för filmen " It's Complicated") Comedy Film Award for Best Actress Boston Society of Film Critics Award for Best Actress Critics' Choice Movie Award for Best Supporting Actress Kansas City Film Critics Circle Award for Best Actress New York Film Critics Circle Award for Best Actress New York Film Critics Online Award for Best Actress North Texas Film Critics Association Award for Best Actress Oklahoma Film Critics Circle Award for Best Actress Phoenix Film Critics Society Award for Best Actress San Francisco Film Critics Circle Award for Best Actress Southeastern Film Critics Association Award for Best Actress Women Film Critics Circle Award for Best Comedic Actress Nominerad - Oscar för Bästa kvinnliga huvudroll Nominerad - BAFTA Award for Best Actress in a Leading Role Nominerad - Screen Actors Guild Award for Outstanding Performance by a Female Actor in a Leading Role Nominerad - Alliance of Women Film Journalists Award for Best Actress Nominerad - Alliance of Women Film Journalists Award for Outstanding Achievement By A Woman In The Film Industry Nominerad - Chicago Film Critics Association Award for Best Actress Nominerad - Dallas-Fort Worth Film Critics Association Award for Best Actress Nominerad - Denver Film Critics Society Award for Best Actress Nominerad - Detroit Film Critics Society Award for Best Actress Nominerad - Houston Film Critics Society Award for Best Actress Nominerad - Indiana Film Critics Association Award for Best Actress Nominerad - London Critics' Circle Film Award for Actress of the Year Nominerad - National Society of Film Critics Award for Best Actress (även för "Den fantastiska räven") Nominerad - Online Film Critics Society Award for Best Actress Nominerad - San Diego Film Critics Society Award for Best Actress Nominerad - St. Louis Gateway Film Critics Association Award for Best Actress Nominerad - Toronto Film Critics Association Award for Best Actress Nominerad - Vancouver Film Critics Circle Award for Best Actress Nominerad - Washington DC Area Film Critics Association Award for Best Actress |
| 2009 | Den fantastiska räven                                              | Mrs. Fox (röstroll)         | |
| 2009 | It's Complicated                                                   | Jane Adler                  | Alliance of Women Film Journalists Award for Best Depiction Of Nudity, Sexuality, or Seduction Irish Film and Television Award for Best International Actress - People's Choice National Board of Review Award for Best Ensemble Cast Nominerad - Golden Globe Award for Best Actress - Motion Picture Musical or Comedy Nominerad - Alliance of Women Film Journalists Award for Women’s Image Award Nominerad - Alliance of Women Film Journalists Lifetime Achievement Award |
| 2010 | Higglety Pigglety Pop! or There Must Be More to Life               | Jennie (röstroll)           | |
| 2011 | Järnladyn                                                          | Margaret Thatcher           | Oscar för Bästa kvinnliga huvudroll AACTA International Award for Best Actress BAFTA Award for Best Actress in a Leading Role Golden Globe Award för bästa kvinnliga huvudroll - drama Denver Film Critics Society Award for Best Actress London Critics' Circle Film Award for Actress of the Year New York Film Critics Circle Award for Best Actress New York Film Critics Online Award for Best Actress Southeastern Film Critics Association Award for Best Actress Nominerad - Satellite Award for Best Actress – Motion Picture Nominerad - Screen Actors Guild Award for Outstanding Performance by a Female Actor in a Leading Role Nominerad - Alliance of Women Film Journalists Award for Best Actress Nominerad - Alliance of Women Film Journalists Award for Female Icon Award Nominerad - Alliance of Women Film Journalists Award for Actress Defying Age and Ageism Nominerad - Empire Award for Best Actress Nominerad - Irish Film and Television Award for Best International Actress - People's Choice Nominerad - Boston Society of Film Critics Award for Best Actress Nominerad - Chicago Film Critics Association Award for Best Actress Nominerad - Critics' Choice Movie Award for Best Actress Nominerad - Dallas-Fort Worth Film Critics Association Award for Best Actress Nominerad - Detroit Film Critics Society Award for Best Actress Nominerad - Houston Film Critics Society Award for Best Actress Nominerad - Iowa Film Critics Award for Best Actress Nominerad - National Society of Film Critics Award for Best Actress Nominerad - Online Film Critics Society Award for Best Actress Nominerad - Phoenix Film Critics Society Award for Best Actress Nominerad - St. Louis Gateway Film Critics Association Award for Best Actress Nominerad - Toronto Film Critics Association Award for Best Actress Nominerad - Vancouver Film Critics Circle Award for Best Actress Nominerad - Washington DC Area Film Critics Association Award for Best Actress |
| 2012 | Hope Springs                                                       | Kay Soames                  | Nominerad - Golden Globe Award for Best Actress - Motion Picture Musical or Comedy |
| 2013 | En familj – August: Osage County                                   | Violet Weston               | Hollywood Film Festival Award for Ensemble of the Year Nominerad - Oscar för Bästa kvinnliga huvudroll Nominerad - AACTA International Award for Best Actress Nominerad - Golden Globe Award for Best Actress - Motion Picture Musical or Comedy Nominerad - Satellite Award for Best Actress – Motion Picture Nominerad - Screen Actors Guild Award for Outstanding Performance by a Female Actor in a Leading Role Nominerad - Screen Actors Guild Award for Outstanding Performance by a Cast in a Motion Picture Nominerad - Chicago Film Critics Association Award for Best Actress Nominerad - Critics' Choice Movie Award for Best Actress Nominerad - Critics' Choice Movie Award for Best Acting Ensemble Nominerad - Dallas-Fort Worth Film Critics Association Award for Best Actress Nominerad - Detroit Film Critics Society Award for Best Actress Nominerad - Detroit Film Critics Society Award for Best Ensemble Nominerad - Phoenix Film Critics Society Award for Best Actress Nominerad - >Phoenix Film Critics Society Award for Best Ensemble Acting Nominerad - San Francisco Film Critics Circle Award for Best Actress Nominerad - St. Louis Gateway Film Critics Association Award for Best Actress Nominerad - Washington DC Area Film Critics Association Award for Best Actress Nominerad - Washington DC Area Film Critics Association Award for Best Acting Ensemble |
| 2014 | The Giver                                                          | Chief Elder                 | |
| 2014 | The Homesman                                                       | Altha Carter                | |
| 2014 | Into the Woods                                                     | Häxan                       | Nominerad - Oscar för Bästa kvinnliga biroll Nominerad - Golden Globe Award for Best Surpporting Actress - Motion Picture |
| 2015 | Ricki and the Flash                                                | Ricki                       | |
| 2015 | Suffragette                                                        | Emmeline Pankhurst          | |
| 2016 | Florence Foster Jenkins                                            | Florence Foster Jenkins     | Nominerad - Oscar för Bästa kvinnliga huvudroll |
| 2017 | The Post                                                           | Kay Graham                  | Nominerad - Oscar för Bästa kvinnliga huvudroll |
| 2018 | Mamma Mia! Here We Go Again                                        | Donna Sheridan              | |
| 2018 | Mary Poppins kommer tillbaka                                       | Topsy                       | |
| 2019 | Unga kvinnor                                                       | Tant March                  | |
| 2021 | Don't Look Up                                                      | President Orlean            | |
| 2026 | The Devil Wears Prada 2                                            | Miranda Priestley           | |
| 2026 | Narnia: The Magician's Nephew                                      | Aslan                       | |

## TV-framträdanden
| År   | Tiel                         | Roll                | Noter                             |
| ---- | ---------------------------- | ------------------- | --------------------------------- |
| 1977 | The Deadliest Season         | Sharon Miller       |                                   |
| 1978 | Förintelsen                  | Inga Helms Weiss    |                                   |
| 1979 | Uncommon Women... and Others | Leilah              |                                   |
| 1994 | Simpsons                     | Jessica Lovejoy     | Episod: "Bart's Girlfriend"       |
| 1997 | …First Do No Harm            | Lori Reimuller      |                                   |
| 1999 | King of the Hill             | Aunt Esme Dauterive | Episod: "A Beer Can Named Desire" |
| 2003 | Angels in America            | Olika roller        |                                   |
| 2003 | Freedom: A History of Us     | Olika roller        | Dokumentärserie (4 episoder)      |
| 2010 | Web Therapy                  | Camilla Bowner      | 3 episoder                        |
| 2012 | Web Therapy                  | Camilla Bowner      | 2 episoder                        |

## Teater
| År      | Titel                       | Roll                     |
| ------- | --------------------------- | ------------------------ |
| 1975    | Trelawny of the Wells       | Imogen Parrott           |
| 1976    | 27 Wagons Full of Cotton    | Flora Meighan            |
| 1976    | A Memory of Two Mondays     | Patricia                 |
| 1976    | Secret Service              | Edith Varney             |
| 1976    | Henry V                     | Katherine                |
| 1976    | Measure for Measure         | Isabella                 |
| 1977    | Happy End                   | Löjtnant Lillian Holiday |
| 1977    | Körsbärsträdgården          | Dunyasha                 |
| 1978    | Alice at the Palace         | Alice                    |
| 1978    | Så tuktas en argbigga       | Kate                     |
| 1979    | Taken in Marriage           | Andrea                   |
| 1980–81 | Alice at the Palace         | Alice                    |
| 2001    | Måsen                       | Irina Nikolayevna        |
| 2006    | Mor Courage och hennes barn | Mor Courage              |